# Jung Yoon-suk
Jung Yoon-suk (nascut el 18 de juliol de 1981) és un artista sud-coreà i director de cinema.

## Vida personal
Nascut el 1981, Jung es va llicenciar en Arts Plàstiques a la Universitat Nacional d'Arts de Corea.

## Filmografia
- Burning Mirage (curtmetratge, 2009) - director
- The Home of Stars (curt documental, 2010) - director
- Dusts (short film, 2011) - director
- Jam Docu KANGJUNG (documental, 2011) - director, editor[2]
- Non-fiction Diary (documental, 2013) - director, productor, editor. Premi Noves Visions No ficció al XLVII Festival Internacional de Cinema Fantàstic de Catalunya[3]
- Bamseom Pirates Seoul Inferno (documental, 2017) - director[4]